# Quang Dũng

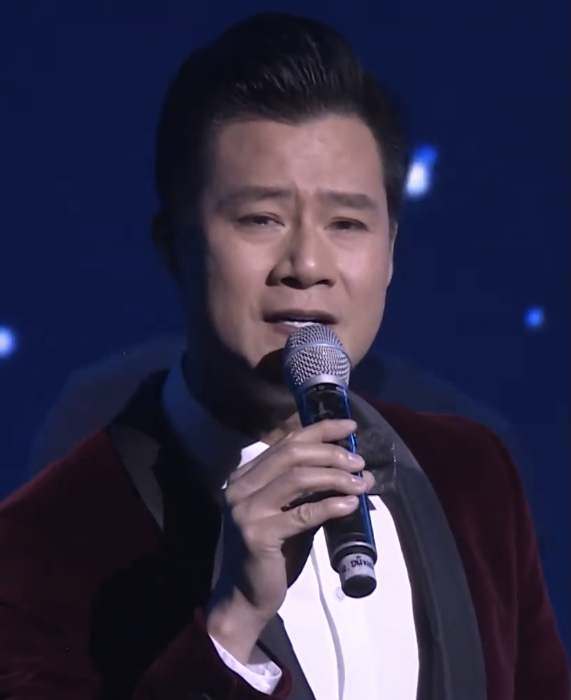
Quang Dũng (2017)

Thái Văn Dũng, bekannt unter seinem Künstlernamen Quang Dũng (* 8. August 1976 in Quy Nhơn, Bình Định), ist ein vietnamesischer Sänger.

## Karriere
Im Jahr 1997 nahm er an einem im Fernsehen übertragenen Gesangswettbewerb in Bình Định teil und gewann den zweiten Preis. Im Jahr 1998 wurde Quang Dung von der Kulturabteilung der Provinzverwaltung zum Repräsentanten der zentralen Hochland-Provinzen ernannt und gewann in Huế eine Goldmedaille.

## Privatleben
Am 25. Juli 2007 heiratete er Jennifer Pham. Sie bekamen ein gemeinsames Kind. 2009 ließen sie sich scheiden.

## Diskografie

### Alben
- 2002: Biển nghìn thu ở lại
- 2002: Bên đời có em
- 2002: Anh sẽ đến … Giấc mơ buồn
- 2002: Cỏ xót xa đưa
- 2003: Ru mãi ngàn năm
- 2003: Hoài niệm dấu yêu (feat. Thanh Thảo)
- 2003: Hoa có vàng nơi ấy
- 2003: Một người đi … Một người quên
- 2003: Gợi giấc mơ xưa
- 2003: The best of Quang Dũng
- 2004: Đêm thành phố đầy sao
- 2004: Nguyệt
- 2005: Chuyện…!
- 2005: Ta
- 2005: Em
- 2006: Yêu
- 2007: Khi
- 2007: Vì ta cần nhau (feat. Hồng Nhung)
- 2007: Xuân
- 2011: Tình bỗng chốc là không

| Personendaten    | Personendaten                    |
| ---------------- | -------------------------------- |
| NAME             | Quang Dũng                       |
| ALTERNATIVNAMEN  | Dũng, Thái Văn (wirklicher Name) |
| KURZBESCHREIBUNG | vietnamesischer Sänger           |
| GEBURTSDATUM     | 8. August 1976                   |
| GEBURTSORT       | Quy Nhơn, Bình Định              |